# Grallaire de Quito
Grallaria quitensis
Espèce
Statut de conservation UICN

 LC  : Préoccupation mineure
La Grallaire de Quito (Grallaria quitensis) est une espèce d'oiseaux de la famille des Grallariidae.

## Répartition

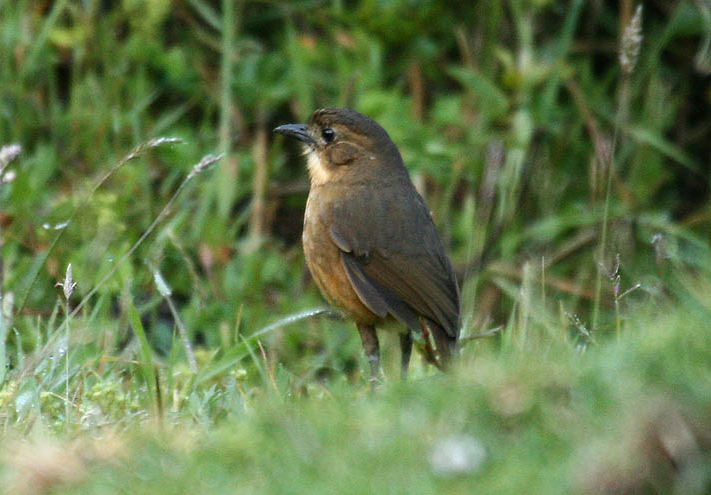
Une Grallaire de Quito en Équateur.

Cette espèce est présente dans les Andes en Colombie, en Équateur et au Pérou. Elle vit dans les forêts naines et dans le paramo entre 2 200 et 4 500 m d'altitude.

## Taxinomie
Selon le Congrès ornithologique international et Alan P. Peterson il existe trois sous-espèces :
- Grallaria quitensis alticola Todd, 1919, dans l'Est de la Colombie ;
- Grallaria quitensis atuensis Carriker, 1933, dans le Nord du Pérou ;
- Grallaria quitensis quitensis Lesson, 1844, dans le centre de la Colombie et en Équateur.